# ميرسيناريس ساغا كرونيكلس
ميرسيناريس ساغا كرونيكلس (بالإنجليزية: Merceneries Saga Chronicles)‏، هي لعبة فيديو يابانية من نوع تقمص أدوار تكتيكية، صدرت في الأسواق شهر يناير 2018 باليابان، وفي بقية بلدان العالم يوم 8 فبراير 2018، وتعمل على منصة نينتندو سويتش الحصرية.

## الموقع الخارجي
- الموقع الرسمي
 (الإنكليزية)